# Lee Gamble
Pour l’article homonyme, voir Gamble.
Lee Gamble est un compositeur britannique de musique électronique, dont la production et les influences oscillent entre jungle, noise et techno.

## Biographie
Né à Birmingham, Lee Gamble déménage à Londres à l'âge de 20 ans et monte avec des amis le collectif Cyrk, qui organise régulièrement des soirées en clubs.
Il sort son premier long album, Koch, en 2014.

## Discographie

### Albums
- Dutch Tvashar Plumes (PAN, 2012)
- Diversions 1994-1996 (PAN, 2012)
- Koch (PAN, 2014)
- Mnestic Pressure (PAN, 2017)

### EP
- Kuang (PAN, 2014)